# 渭城县
渭城县，古县名。西汉时设置的县，在今陕西省咸阳市境內，部份屬今渭城區。
秦朝时为咸阳县。汉王元年（前206年），更名新城县，属中地郡。汉高帝七年（前200年）废，属长安县。
汉武帝元鼎三年（前114年），改为渭城县，属右扶風。治所在今陕西咸阳市东北窑店镇一带。县境有秦时兰池宫。兰池宫遗址在今咸阳市渭城区杨家湾、柏家咀一带。王莽改称京城。东汉时并入长安县。